# Schwabhausen (Baviera)
Schwabhausen è un comune tedesco situato nel land della Baviera.